# Dicrocerus
Dicrocerus elegans · Cerf de Sansan
Genre
Espèce
Dicrocerus, ou Cerf de Sansan, est un genre fossile d'artiodactyles de la famille des Cervidae. Le genre compte une seule espèce, Dicrocerus elegans, qui a vécu en Eurasie au Miocène, d'environ 16 à 6 Ma.

## Historique
Le genre Dicrocerus et son unique espèce ont été décrits par le paléontologue français Édouard Lartet en 1837, sur la base de fossiles trouvés sur le site paléontologique de Sansan (Gers), en France.

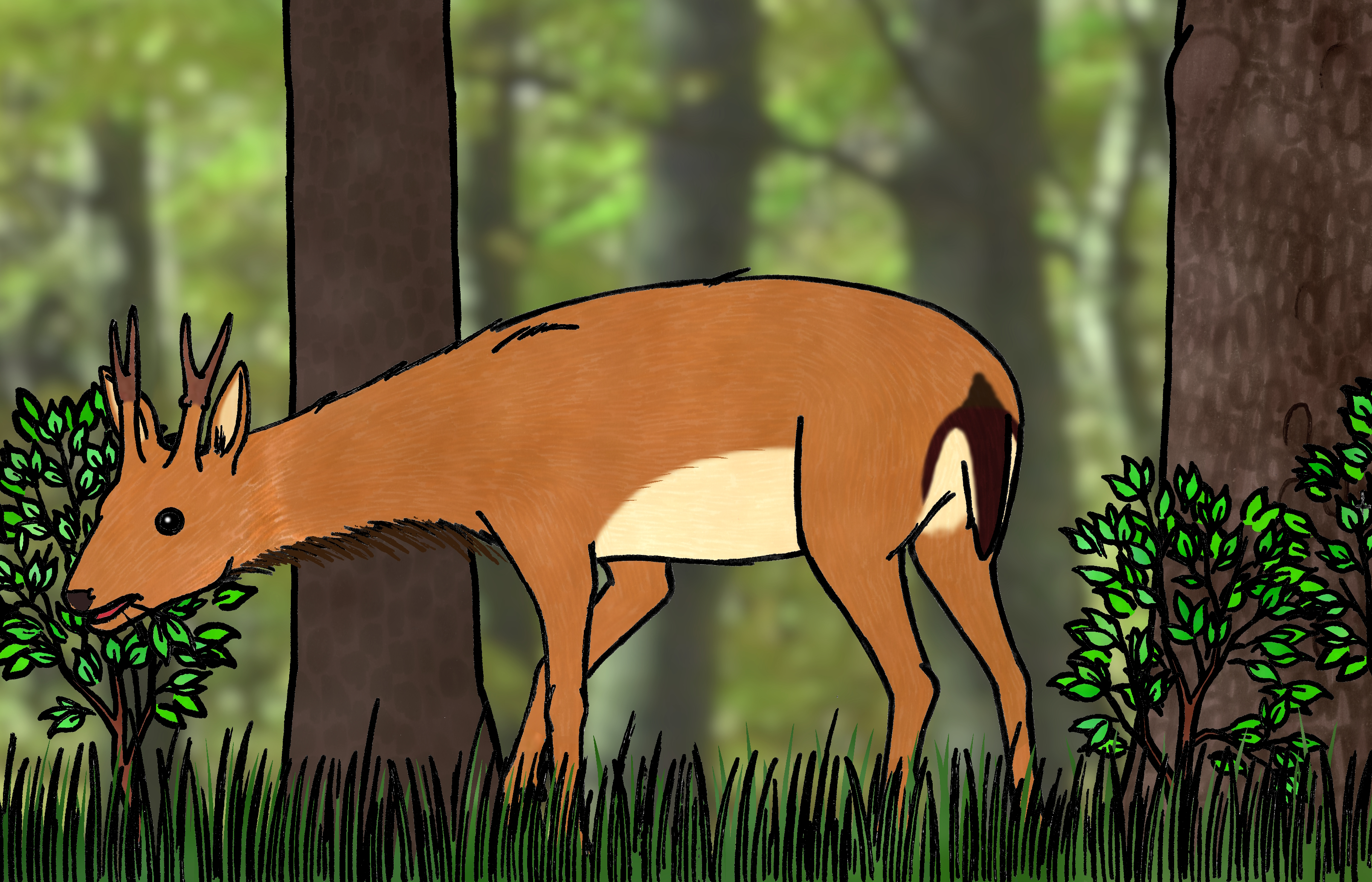
Vue d'artiste de Dicrocerus

## Description
Dicrocerus était haut d'environ 70 cm au garrot, comme le chevreuil actuel. Son crâne portait des bois épais à la base. C'est le plus ancien cervidé connu à posséder des bois, quoique sous une forme encore archaïque. Les bois de la femelle étaient moins développés que ceux du mâle. Dicrocerus renouvelait apparemment ses bois régulièrement, mais pas chaque année comme chez les cerfs actuels.